# Brookesia thieli
Brookesia thieli är en ödleart som beskrevs av  Brygoo och DOMERGUE 1969. Brookesia thieli ingår i släktet Brookesia och familjen kameleonter. IUCN kategoriserar arten globalt som livskraftig. Inga underarter finns listade.